# Savin
 (octobre 2014).
Si vous disposez d'ouvrages ou d'articles de référence ou si vous connaissez des sites web de qualité traitant du thème abordé ici, merci de compléter l'article en donnant les références utiles à sa vérifiabilité et en les liant à la section « Notes et références ».
Pour les articles homonymes, voir Savin (homonymie).
Savin (mort après 768), aussi Sabin, fut le khan des Bulgares de 763 à 766.
Il est le beau-frère de Sevar et de Vinekh et le beau-fils de Kormesius.